# Xynobius atriceps
Xynobius atriceps är en stekelart som först beskrevs av William Harris Ashmead 1894.  Xynobius atriceps ingår i släktet Xynobius och familjen bracksteklar. Inga underarter finns listade i Catalogue of Life.